# Мака (індіанський народ, США)

Територія розселення мака на карті штату Вашингтон.

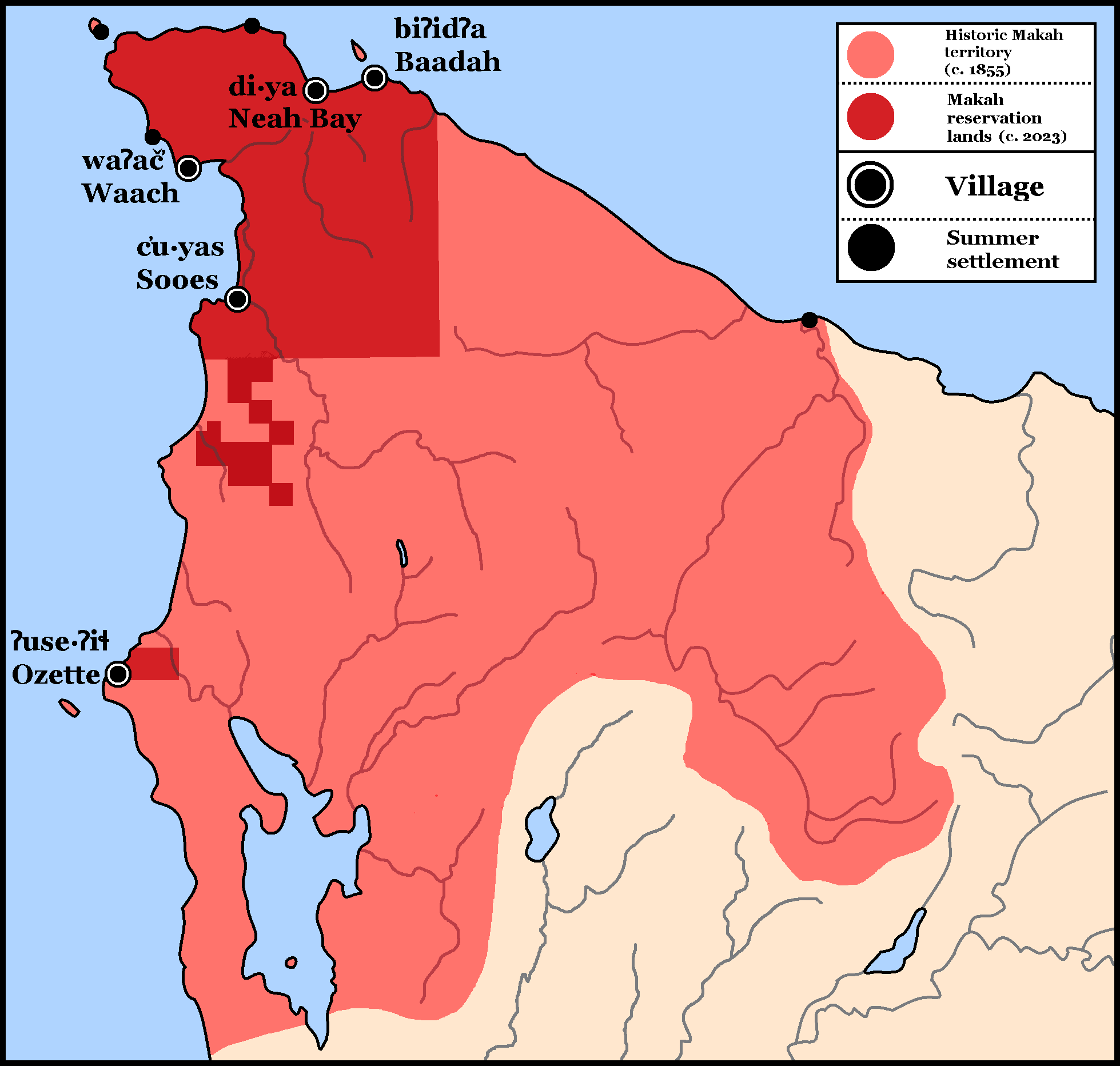
Територія розселеня мака у приблизно 1855 році (рожевий) і територія теперішньої резарвації (темно червоний).

Мака (англ. Makah [məˈkɑː], мака qʷidiččaʔa·tx̌ [qʷid.it͡ʃ.t͡ʃa.ʔaːtχ]) — індіанський народ у США, один з корінних народів північно-західного узбережжя Сполучених Штатів. Живуть на північному заході штату Вашингтон, на півострові Олімпік, в резервації Мака. Розмовляють англійською мовою і мовою мака, що перебуває під загрозою зникнення (є лише другою мовою для всіх мака, що нею володіють).

## Етнонім
Мака самі себе називають qʷidiččaʔa·tx̌ (квідіччаатх) що перекладається приблизно як «народ, що живе біля скель і чайок».
Англійська назва народу «мака», що потрапила до багатьох інших мов, являє собою екзонім, взятий з мови індіанців клаллам, які їх називали «màq̓áʔa». Це означає «щедрі на їжу».

## Історія

### Доколоніальний період
Археологічні дослідження показують, що люди населяли прибережну територію затоки Ніа-Бей кілька тисяч років тому. В доколоніальний період мака жили в селах, їхні традиційні житла являли собою великі довгі будинки з туї велетенської. Ці довгі будинки мали стіни з дощок, які можна було нахиляти або знімати для вентиляції чи освітлення приміщення. Туя мала велику цінність для мака, які також використовували її кору для виготовлення водонепроникного одягу та головних уборів. Коріння туї використовували для виготовлення кошиків. З цілого дерева робили каное для полювання на тюленів, сірих і горбатих китів.
Значну частину їжі мака складали морепродукти, добуті з океану. У їхньому раціоні значне місце займали м'ясо китів, тюленів, риби та різноманітні молюски. Вони також полювали у навколишніх лісах на оленів, лосів і ведмедів. Жінки також збирали різноманітні горіхи, ягоди та їстівні рослини та коріння.
Мака є одним з небагатьох індіанських племен Північної Америки, які познайомилися з залізом ще до їхнього контакту з європейськими колоністами, з приходом яких, власне, й розпочалася залізна доба в Америці. Вони не вміли виробляти залізо, але час від часу знаходили його у вигляді залізних цвяхів та де-котрих інших залізних речей в уламках дерев'яних човнів, ймовірно японських або китайських, що зазнавали аварії у Тихому океані, а їхні уламки приносило до берегів Північної Америки течією куросіо. Таке залізо в англійській мові дістало назви «дрейфувальне залізо» (англ. drift iron). Мака знаходили й збирали на березі «дрейфувальне залізо» до середини 19 століття. Деяким з них вдавалося зробити молотки та стамески з уламків, які були викинуті на берег. Підтвердження теорії знайомства мака з «дрейфувальним залізом» ще до знайомства з колоністами з'явилося у 1970-х роках, після проведення розкопок на місці колишнього села Озетт, де було знайдено таке залізо.
Перший контакт мака з європейцями стався наприкінці 18 століття. Ще на початку 19 століття мака мали лише обмежені контакти з ними — переважно з торговцями хутром.
У 1834 році біля мису Флаттері сів на мілину японський корабель, який втратив керування. Мака підібрали трьох японців, що вижили, з розбитого корабля, і тримали їх як рабів протягом кількох місяців, поки не відвезти їх у форт Ванкувер до колоністів. Це був 1-й випадок, коли мака мали справу з азіатами. Сполучені Штати перевезли японців до Лондона, а згодом до Китаю, але ті так і не потрапили до Японії.

### В складі США
Територію проживання мака приєднано до складу США у 1846 році. 31 січня 1855 року обрані урядом представники мака підписали з федеральним урядом США Договір Ніа-Бей, за яким їм довелось поступитись більшою частиною своїх традиційних земель. Договір вимагав, щоб територія, що належить мака, обмежувалася резервацією Мака (в окрузі Клаллам), забороняв рабство та зберігав права народу мака на полювання на китів і тюленів у районі їхньої резервації. Мова мака не використовувалася під час переговорів щодо договору, і уряд в договорі використав назву племені мовою клаллам, а не самоназву племені його власною мовою.
У період Другої світової війни кілька представників племені брало участь в ній в лавах армії США.

## Село біля озера Озетт
Приблизно на початку 17 століття селевий потік поглинув частину села мака, що було розташоване біля озера Озетт. В усних переказах мака згадується «великий зсув», який в давні часи поглинув частину озера Озетт. З кінця 1960-х років було проведено розкопки мака і археологами з Університету штата Вашингтон на гаданому місці зсуву. Було знайдено 6 традиційних довгих для мака будинків, в яких збереглося багато різноманітних речей. Загалом знайдено понад 55 тис. артефактів, що представляють багато видів діяльності племені Мака, від полювання на китів і тюленів до лову лосося і палтуса. Артефакти включали іграшки, ігри, луки та стріли. Багато зі знайдених артефактів виставлено у експозиції Культурно-дослідницького центру мака.

## Мова
Мака лінгвістично належать до південної нутканської гілки вакашанської сім'ї мов. Це також єдина вакашанська мова в Сполучених Штатах. Інші племена, які розмовляють мовою вакашан, проживають у Британській Колумбії в Канаді, безпосередньо через протоку Хуан де Фука на західному узбережжі острова Ванкувер і на північ аж до центрального узбережжя цієї провінції. Мака вимерла як перша мова з 2002 року, коли помер останній її носій. Однак вона виживає як друга мова. Плем'я Мака також працює над відродженням мови та створило дошкільні класи для навчання своїх дітей.

## Культура

### Китовий промисел

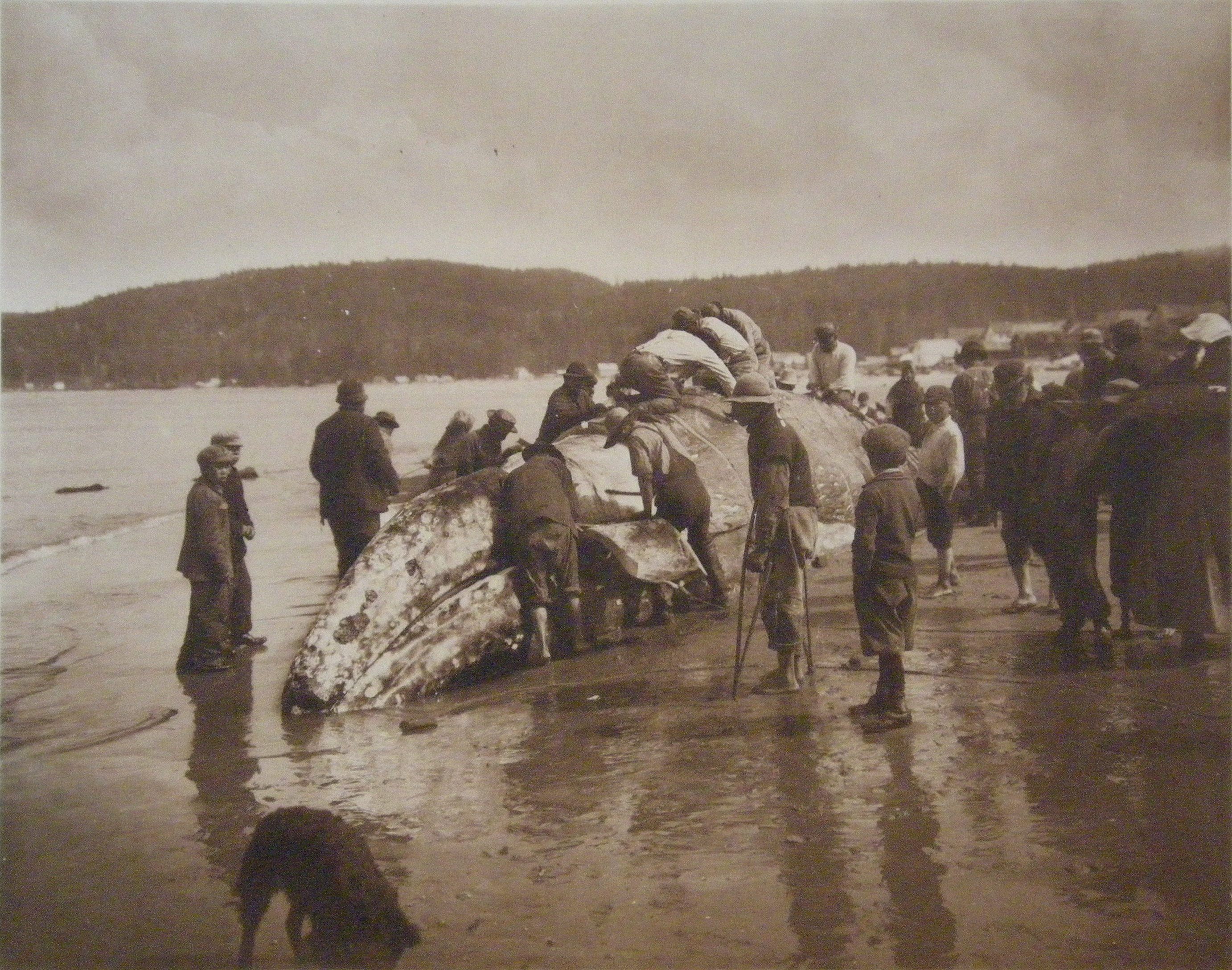
Китобої мака. Близко 1910 року.

Традиційним промислом мака є вилов кита. З ним пов'язаний їхній фольклор. Вилов кита племенем мака припинився лише на початку 20-го століття внаслідок того, що комерційні китобійні судна виснажили популяцію. У 1999 році вперше за 70 років плем'я отримало разовий дозвіл на вилов кита. Тоді цей дозвіл було реалізовано. Наступний дозвіл на вилов кита мака через юридичні і бюрократичні перешкоди отримало лише у 2024 році, коли уряд США дозвволив їм вилов двох або трьох китів на рік. Протягом 10 років мака буде дозволено виловити не більше 25 сірих китів у північно-східній частині Тихого океану.
Техніка китобійного промислу Мака складна і трудомістка. Чоловіки полюють з кедрових каное, кожне з яких вміщує від шести до дев'яти осіб, а останнім часом і з невеликих рибальських суден. Вони вивозять їх у Тихий океан, що прилягає до території їх резервації. Різні традиційні критерії використовуються для визначення найкращого кита для видобутку. Підраховуючи видихи кита, мисливці визначають, коли кит збирається пірнути, і з цього визначають найкращий час для удару. Наближаючись до лівого боку кита, мисливець завдає удару, коли кит знаходиться на глибині 3–4 фути, щоб уникнути сили хвоста кита. Гарпун довжиною 16–18 футів складається з двох шматків тисового дерева, зрощених разом. Історично склалося так, що мисливці використовували наконечник мушлі мідії в поєднанні з зубцями з рогів лося. З кінця 20-го століття мисливці використовували сталеву головку в стилі «янкі», але вони зберегли стрижень тисового дерева через його гнучкість, водонепроникність і міцність. Ловля 1 кита могла тривати протягом декількох годин, а в деяких випадках і днів. Останнім часом мисливці перейшли на використання гвинтівки для великої дичини після удару гарпуна, щоб забезпечити більш ефективне вбивство. Міжнародна китобійна комісія дозволяє використовувати чотири набої для китобійного промислу.
Виконуються традиційні церемонії та пісні, щоб привітати дух кита. Після цього кит ділиться точним і традиційним чином, причому певні сім'ї мають право власності на певні зрізи. «Шматок сідла», розташований посередині між центром спини і хвостом, є власністю гарпунера. Його забирають до себе додому, де проводять спеціальний обряд. М'ясо та олія роздаються членам громади, і значна частина його споживається під час потлачу.
У вересні 2007 року п'ятеро членів племені Мака вистрілили в сірого кита з гвинтівки, схожої на ту, що використовується при полюванні на слонів, незважаючи на встановлені судом правила, що регулюють полювання на племені Мака. Кит загинув протягом 12 годин, затонувши під час виходу в море після того, як його конфіскувала та відрізала берегова охорона Сполучених Штатів. Племінна рада засудила вбивство кита і оголосила про намір судити окремих осіб у племінному суді.

### Сучасна організація
У 1936 році плем'я мака прийняло племінну Конституцію мака, відповідно до Закону про реорганізацію індіанців від 1934 року та встановивши виборний племінний уряд. Конституція передбачала Раду племені з п'яти осіб. Щороку рада обирає голову племені. Рада розробляє та ухвалює закони для заповідника Мака. Наприкінці серпня плем'я Мака проводить своє щорічне велике громадське зібрання, Дні Мака. Тут проходить великий парад і вуличний ярмарок, а також перегони на каное, традиційні ігри, співи, танці, бенкети та феєрверки. Багато членів племені Мака отримують більшу частину доходу від рибальства. Мака риба для лосося, палтуса, тихоокеанської путасу та інших морських риб.